# Preussen (historisk område)
 For alternative betydninger, se Preussen (flertydig). (Se også artikler, som begynder med Preussen)
Preussen var et land ved den sydøstlige del af Østersøen, beboet af de baltiske preussere. Den Teutonske Orden undertvang til sidst landet efter 1225 og efter at de mere eller mindre havde udryddet ur-preusserne.
Preussen som et politisk statsbegreb har udspring som len til Polen (1466–1657), men Preussens ældre historie (sv) og navnet Preussen er betydeligt ældre, og har sit udspring i de baltiske prusere (latin: pruzzi, prussi eller prutheni, i Nestorkrøniken prusi;) beboede i fortiden området langs Østersøens kyst mellem floderne Nemunas og Wisła, hvilket omtrent modsvarer det østlige Polen fra Østersøen ned til Warszawa samt Kaliningrad. Dette område var i ældre tider vildt og skovrigt med moser og søer. Man talte hovedsageligt et sprog som kaldtes prusisk (eller gammelpreussisk), men også semgallisk, seliska og kurisk. De preussiske folk som da levede ar nært beslægtet med indbyggerne i nutidens Litauen.
I 1701 overtog kurfyrste af Brandenburg titlen konge, gav navn til det nye kongerige. Ved Polens første deling i 1772 modtog Kongeriget Preussen også Vestpreussen bortset fra Danzig og Toruń, som blev erhvervet ved Polens anden deling (1793). Preussen, blev i 1878 delt i to, Østpreussen og Vestpreussen.